# Dan Ndoye
Dan Ndoye (Nyon, 25 de octubre de 2000) es un futbolista suizo que juega de delantero en el Nottingham Forest F. C. de la Premier League.

## Trayectoria

### FC Lausanne
Ndoye comenzó a jugar al fútbol en su club local FC La Côte Sports. Muy rápidamente, fue descubierto por el Team Vaud (academia del FC Lausanne), donde comenzó su aventura en la categoría sub-13. Ascendiendo en la clasificación a una velocidad impresionante, dio sus primeros pasos con la sub-18 a los 15 años. Jugó 38 partidos y anotó 23 goles en total para la sub-17 y sub-18. Actuaciones que le permitieron unirse al equipo Vaud sub-21, el equipo de reserva de Lausanne, a los 17 años. Jugando en la 4.ª división suiza, marcó 7 goles en 21 partidos. En la segunda mitad de la temporada 2018-19, debutó profesionalmente con Lausanne, el 13 de febrero de 2019 contra SC Kriens. En 15 partidos, marcó 6 goles y rápidamente se consolidó como un jugador clave.

### OGC Niza
El 27 de enero de 2020, el club francés de la Ligue 1, OGC Niza, confirmó que Ndoye había firmado con el club, pero que permanecería cedido en Lausanne durante el resto de la temporada 2019-20.
El 14 de mayo de 2025 marcó el único gol de la final de la Copa Italia frente al A. C. Milan, dándole así al Bologna F. C. 1909 su primer título desde 1974. En este equipo estuvo dos temporadas, en las que disputó 75 encuentros, y dos meses después de ese tanto fue traspasado al Nottingham Forest F. C.

## Selección nacional
El 24 de septiembre de 2022 debutó con la selección de Suiza en un partido de la Liga de Naciones de la UEFA 2022-23 ante España que ganaron por uno a dos. Dos años después acudió a la Eurocopa 2024 y marcó un gol en la última jornada de la fase de grupos ante Alemania.

### Participaciones en Eurocopas
| Copa          | Sede     | Resultado        | Partidos | Goles |
| ------------- | -------- | ---------------- | -------- | ----- |
| Eurocopa 2024 | Alemania | Cuartos de final | 5        | 1     |

## Estadísticas

### Clubes
Actualizado al último partido disputado en 17 de agosto de 2025.
| Club                               | Div.          | Temporada     | Liga  | Liga  | Copas nacionales | Copas nacionales | Copas internacionales | Copas internacionales | Total | Total |
| Club                               | Div.          | Temporada     | Part. | Goles | Part.            | Goles            | Part.                 | Goles                 | Part. | Goles |
| ---------------------------------- | ------------- | ------------- | ----- | ----- | ---------------- | ---------------- | --------------------- | --------------------- | ----- | ----- |
| F. C. Lausana-Sport II · Suiza     | 4.ª           | 2017-18       | 10    | 6     | —                | —                | —                     | —                     | 10    | 6     |
| F. C. Lausana-Sport II · Suiza     | 4.ª           | 2018-19       | 10    | 1     | —                | —                | —                     | —                     | 10    | 1     |
| F. C. Lausana-Sport II · Suiza     | Total club    | Total club    | 20    | 7     | 0                | 0                | 0                     | 0                     | 20    | 7     |
| F. C. Lausana-Sport · Suiza        | 2.ª           | 2018-19       | 15    | 6     | 0                | 0                | —                     | —                     | 15    | 6     |
| F. C. Lausana-Sport · Suiza        | 2.ª           | 2019-20       | 30    | 6     | 4                | 2                | —                     | —                     | 34    | 8     |
| F. C. Lausana-Sport · Suiza        | Total club    | Total club    | 45    | 12    | 4                | 2                | 0                     | 0                     | 49    | 14    |
| O. G. C. Niza Francia              | 1.ª           | 2020-21       | 27    | 1     | 1                | 0                | 5                     | 2                     | 33    | 3     |
| O. G. C. Niza Francia              | 1.ª           | 2021-22       | 3     | 0     | —                | —                | —                     | —                     | 3     | 0     |
| O. G. C. Niza Francia              | Total club    | Total club    | 30    | 1     | 1                | 0                | 5                     | 2                     | 36    | 3     |
| F. C. Basilea · Suiza              | 1.ª           | 2021-22       | 29    | 3     | 2                | 0                | 8                     | 2                     | 39    | 5     |
| F. C. Basilea · Suiza              | 1.ª           | 2022-23       | 32    | 4     | 3                | 2                | 19                    | 1                     | 54    | 7     |
| F. C. Basilea · Suiza              | 1.ª           | 2023-24       | 2     | 1     | —                | —                | 2                     | 0                     | 4     | 1     |
| F. C. Basilea · Suiza              | Total club    | Total club    | 63    | 8     | 5                | 2                | 29                    | 3                     | 97    | 13    |
| Bologna F. C. 1909 · Italia        | 1.ª           | 2023-24       | 32    | 1     | 2                | 1                | ―                     | ―                     | 34    | 2     |
| Bologna F. C. 1909 · Italia        | 1.ª           | 2024-25       | 30    | 8     | 3                | 1                | 8                     | 0                     | 41    | 9     |
| Bologna F. C. 1909 · Italia        | Total club    | Total club    | 62    | 9     | 5                | 2                | 8                     | 0                     | 75    | 11    |
| Nottingham Forest F. C. Inglaterra | 1.ª           | 2025-26       | 1     | 1     | 0                | 0                | 0                     | 0                     | 1     | 1     |
| Nottingham Forest F. C. Inglaterra | Total club    | Total club    | 1     | 1     | 0                | 0                | 0                     | 0                     | 1     | 1     |
| Total carrera                      | Total carrera | Total carrera | 221   | 38    | 15               | 6                | 42                    | 5                     | 277   | 48    |

## Palmarés

### Títulos nacionales
| Título      | Club               | País   | Año  |
| ----------- | ------------------ | ------ | ---- |
| Copa Italia | Bologna F. C. 1909 | Italia | 2025 |